# Верхнеяркеево
Верхнеярке́ево (баш. Үрге Йәркәй)  — село, административный центр Илишевского района Республики Башкортостан, а также Яркеевского сельсовета и Юнновского сельсовета (в состав сельсовета не входит).

## История
Первые упоминания о селе Верхнеяркеево относятся к 1660-м годам. Основатель села Яркей Янчурин, башкир рода Елан Казанской дороги. В 1728 году в прошении башкир всех четырех дорог императору Петру II «об учинении розыска по поводу обид и притеснений, перенесенных ими от воевод и целовальников (сборщиков податей), и об охранении их вотчинных прав на земли» есть подписи и тамги, среди которых также была тамга Яркая. 6 марта 1728 года большая депутация башкир всех 4 дорог, в составе которого был Яркей Янчурин, прибыла в Москву для подачи своего прошения императору: «Яркей, башкирец, с товарыщи был у Петра II, который приказал ежегодно ко двору своему ездить». По указу Петра II «велено им, башкирцам, беглых казанских татар, которые у них жили, возвратить в прежние их жилища, и оных они и возвратили, а ныне живут на их земле беглые татара Яиклыч с товарыщи. И чтоб тех татар от них выслать в прежние их жилища, и о том бы послать указ к воеводе».
Первоначальное название деревни Ялан (Елань), которая впоследствии названа Яркеевым. К 1920 году она разделилась на две деревни: Верхнеяркеево и стоящую от неё в одной версте Нижнеяркеево.

## Население
| 1939  | 1959  | 1970  | 1979  | 1989  | 2002  | 2009    |
| ----- | ----- | ----- | ----- | ----- | ----- | ------- |
| 1778  | ↗2417 | ↗3399 | ↗6480 | ↗8423 | ↗9339 | ↗10 309 |
| 2010  | 2012  | 2013  | 2014  | 2015  | 2016  | 2017    |
| ↘9710 | ↘9637 | ↘9607 | ↗9689 | ↘9555 | ↘9481 | ↘9384   |
| 2021  |       |       |       |       |       |         |
| ↘9317 |       |       |       |       |       |         |

Национальный состав
Согласно переписи 2002 года, преобладающие национальности — татары(99%) и марийцы.
Родным языком для абсолютного большинства населения является татарский язык (более 86%).
Согласно переписи 2020 года, преобладающие национальности — башкиры (71%) и татары (26%).

## Географическое положение
Расположено на реке Базе, в 160 км от Уфы.

## Экономика
В селе расположены маслосыродельный завод, пищекомбинат, мясохладобойня, хлебозавод, комбикормовый завод, лесопункт, мясокомбинат, два молокозавода.

## Радио
- 68,00 МГц (Молчит) Радио России / ГТРК Башкортостан;
- 88,1 МГц Радио Илиш (местное);
- 103,7 МГц Радио России / ГТРК Башкортостан (Бакалы);
- 106,8 МГц Спутник FM (Бакалы);

## Культура
Башкирский историко-культурный центр имени Мусы Гареева.
Илишевский историко-краеведческий музей и музей дважды Героя Советского Союза Мусы Гайсиновича Гареева.

## Религия
Мечети
- Мечеть Махалля Тауба;
- Мечеть